# Palauwaaierstaart
De Palauwaaierstaart (Rhipidura lepida) is een zangvogel uit de familie Rhipiduridae (waaierstaarten).

## Verspreiding en leefgebied
Deze soort is endemisch op Palau, een eilandnatie in Oceanië.

## Status
De grootte van de populatie is niet gekwantificeerd maar de soort wordt omschreven als zeer talrijk op het eiland Peleliu en algemeen op de meeste andere eilanden. Op de Rode lijst van de IUCN heeft deze soort de status niet bedreigd.